# مجتمع الاستخبارات الأسترالي
مجتمع الاستخبارات الأسترالي Australian Intelligence Community (AIC) أو مجتمع الاستخبارات الوطني (NIC) أو مجتمع الأمن الوطني للحكومة الأسترالية هما مجموعتان من وكالات الاستخبارات القانونية وإدارات السياسات والوكالات الحكومية الأخرى المعنية بحماية وتعزيز الأمن القومي والمصالح الوطنية لكومنولث أستراليا. لقد تطورت وكالات الاستخبارات والأمن التابعة للحكومة الأسترالية منذ الحرب العالمية الثانية والحرب الباردة وشهدت تحولًا وتوسعًا خلال الحرب العالمية على الإرهاب مع الانتشار العسكري في أفغانستان والعراق وضد داعش في سوريا. تشمل قضايا الأمن الدولي والوطني الرئيسية لمجتمع الاستخبارات الأسترالي الإرهاب والتطرف العنيف والأمن السيبراني والجريمة العابرة للحدود الوطنية وصعود الصين والأمن الإقليمي في المحيط الهادئ.
لجنة الأمن القومي التابعة لمجلس الوزراء (NSC) هي لجنة وزارية، وهي أعلى هيئة حكومية أسترالية لصنع القرار في شؤون الأمن القومي والاستخبارات والسياسة الخارجية والدفاع. يرأسها رئيس الوزراء، وتتألف من نائب رئيس الوزراء، والنائب العام، وأمين الخزانة، ووزير الخارجية، ووزير الدفاع، ووزير الداخلية.

## تاريخ
أستراليا
خلال الحرب العالمية الثانية تم تأسيس جهاز أمن الكومنولث.  خلال الحرب العالمية الأولى، في يناير/كانون الثاني 1916، أنشأت حكومة المملكة المتحدة فرعًا أستراليًا لمكتب مكافحة التجسس الإمبراطوري، المعروف باسم مكتب الاستخبارات الخاصة الأسترالي (SIB). وفي عام 1919، اندمجت قوة شرطة الكومنولث ومكتب الاستخبارات الخاصة لتشكيل فرع التحقيق (IB). 
في عام 1946، تولّت دائرة التحقيقات التابعة للكومنولث (CIS) مهام الاستخبارات الأمنية. وفي عام 1949، تأسست منظمة الاستخبارات الأمنية الأسترالية (ASIO).
في أواخر أربعينيات القرن العشرين، أنشأت الحكومة الأسترالية جهاز استخبارات أجنبي ضمن وزارة الدفاع. وفي عام 1952، أصبح يُعرف باسم جهاز الخدمة السرية الأسترالي، ثم أُعيدت تسميته إلى جهاز الاستخبارات السرية الأسترالي عام 1954. 
في عام 1947، أُنشئت وكالة استخبارات إشارات دائمة في وزارة الدفاع، سُميت مكتب إشارات الدفاع. ثم غيّرت اسمها إلى فرع إشارات الدفاع عام 1949، ثم إلى قسم إشارات الدفاع عام 1964، ثم إلى مديرية إشارات الدفاع عام 1978، ثم إلى مديرية الإشارات الأسترالية عام 2013. 
في عام 1947 أنشأت وزارة الدفاع مكتب الاستخبارات المشترك (JIB) والذي أعيدت تسميته إلى منظمة الاستخبارات المشتركة (JIO) في عام 1969 ثم منظمة استخبارات الدفاع (DIO) في عام 1989. 
في عام 1977، أُنشئت وكالة إضافية لتحليل الاستخبارات، وهي مكتب التقييمات الوطنية (ONA)، ضمن مكتب رئيس الوزراء ومجلس الوزراء. وفي عام 2018، أُعيدت تسميتها إلى مكتب الاستخبارات الوطنية (ONI).
بصفتها قوةً متوسطةً واقتصادًا عضوًا في مجموعة العشرين في المجتمع الدولي، وقوةً إقليميةً في منطقتي آسيا والمحيط الهادئ والهندي الهادئ، لعبت أستراليا دورًا محوريًا في الأمن الدولي. والحكومة الأسترالية عضوٌ في مجموعة "العيون الخمس" الاستخباراتية، ومعاهدة أنزوس، وترتيبات الدفاع للقوى الخمس، ورابطة الأمم المتحدة. وتسترشد السياسة الخارجية الأسترالية بالتزامها بالتعددية والأمم المتحدة، وبالإقليمية مع منتدى جزر المحيط الهادئ ورابطة دول جنوب شرق آسيا، إلى جانب علاقاتها الثنائية القوية، لا سيما في أوقيانوسيا وجنوب شرق آسيا، والتحالف مع الولايات المتحدة، والعلاقات الأسترالية الصينية.

## ملخص
تتضمن استراتيجية الأمن القومي للحكومة الأسترالية ست وكالات استخبارات أساسية في مجتمع الاستخبارات الأسترالي، وتُعرّف مجتمع الاستخبارات الوطني بأنه يضم إدارات السياسات والوكالات الحكومية الأخرى.  كما يصنف مكتب الاستخبارات الوطنية الوكالات الست على أنها وكالات جمع أو تقييم، وتلعب دور في تقييم الاستخبارات من جميع المصادر والتنسيق بين الحكومات.

### مجتمع الاستخبارات الأسترالي
| الوكالة                                           | الاسم بالانجليزية                               | الاختصار | القسم                            | المهام                               |
| ------------------------------------------------- | ----------------------------------------------- | -------- | -------------------------------- | ------------------------------------ |
| مكتب الاستخبارات الوطنية                          | Office of National Intelligence                 | ONI      | وزارة رئيس الوزراء ومجلس الوزراء | التقييم والتنسيق                     |
| منظمة الاستخبارات الأمنية الأسترالية              | Australian Security Intelligence Organisation   | ASIO     | دائرة النائب العام               | التجميع والتقييم                     |
| جهاز الاستخبارات السرية الأسترالي                 | Australian Secret Intelligence Service          | ASIS     | وزارة الشؤون الخارجية والتجارة   | جمع المعلومات الاستخباراتية الأجنبية |
| منظمة استخبارات الدفاع                            | Defence Intelligence Organisation               | DIO      | وزارة الدفاع                     | تقدير                                |
| مديرية الإشارات الأسترالية                        | Australian Signals Directorate                  | ASD      | وزارة الدفاع                     | جمع المعلومات الاستخباراتية الأجنبية |
| المنظمة الأسترالية للاستخبارات الجغرافية المكانية | Australian Geospatial-Intelligence Organisation | AGO      | وزارة الدفاع                     | جمع المعلومات الاستخباراتية الأجنبية |

### مجتمع الاستخبارات الوطني
| وكالة                                        | الاسم بالانجليزية                                  | قسم                | دور              |
| -------------------------------------------- | -------------------------------------------------- | ------------------ | ---------------- |
| الشرطة الفيدرالية الأسترالية                 | Australian Federal Police                          | دائرة النائب العام | مجموعة           |
| لجنة الاستخبارات الجنائية الأسترالية         | Australian Criminal Intelligence Commission        | وزارة الداخلية     | التجميع والتقييم |
| مركز التقارير والتحليلات المعاملات الأسترالي | Australian Transaction Reports and Analysis Centre | وزارة الداخلية     | التجميع والتقييم |
| قوة الحدود الأسترالية                        | Australian Border Force                            | وزارة الداخلية     | جميع المصادر     |

## الأدوار والتهديدات
حددت استراتيجية الأمن القومي للحكومة الأسترالية لعام 2008 مجتمع الاستخبارات الأسترالي على أنه وكالات الاستخبارات الأساسية الستة ( مكتب التقييمات الوطنية، ومنظمة الاستخبارات الأمنية الأسترالية، وجهاز الاستخبارات السرية الأسترالية، ومنظمة استخبارات الدفاع، ومديرية الإشارات الأسترالية، ومنظمة الاستخبارات الجغرافية المكانية الأسترالية ومجتمع الاستخبارات الوطني على أنه إدارات سياسية ووكالات حكومية أخرى مثل وزارة رئيس الوزراء ومجلس الوزراء والشرطة الفيدرالية الأسترالية.  ويصنف مكتب التقييمات الوطنية الوكالات الست لمجتمع الاستخبارات الأسترالي على أنها وكالات جمع (ASIO، ASIS، ASD، AGO) أو وكالات تقييم (ONA، DIO). ويلعب مكتب التقييمات الوطنية نفسه دور فريد في تقييم الاستخبارات لجميع المصادر والتنسيق بين الحكومات.
خمس عيون
كما نشرت قوات الدفاع الأسترالية قواتها في جميع أنحاء العالم من أجل حفظ السلام التابع للأمم المتحدة، وعمليات حفظ السلام الإقليمية بما في ذلك بعثة المساعدة الإقليمية لجزر سليمان والقوة الدولية لتيمور الشرقية، والإغاثة الإنسانية، ومكافحة الإرهاب والعمليات الخاصة، وأمن الحدود في عملية ريسولوت، وعمليات المراقبة المحمولة جواً وعمليات الرصد البحري في بحر الصين الجنوبي وجنوب غرب المحيط الهادئ، ومكافحة التمرد والمساعدة الأمنية مثل تلك الموجودة مع قوة المساعدة الأمنية الدولية في أفغانستان من خلال عملية سليبر وعملية هايرود، والقتال ضد تنظيم الدولة الإسلامية في العراق والشام من خلال عملية أوكرا.
على الصعيد المحلي، يُشكّل تصاعد التطرف العنيف وتهديدات الإرهاب الإسلامي واليميني مصدر قلق رئيسي للحكومة الأسترالية. وتُشكّل الجريمة في أستراليا، بما فيها الجرائم الإلكترونية والجرائم العابرة للحدود الوطنية كالاتجار بالبشر والاتجار بالأسلحة وتجارة المخدرات غير المشروعة، مخاطر مستمرة على أمن أستراليا وسلامتها.

## الحوكمة والتنسيق

### لجنة الأمن القومي بمجلس الوزراء
لجنة الأمن القومي في مجلس الوزراء هي لجنة تابعة لمجلس الوزراء وهي أعلى هيئة وزارية لصنع القرار بشأن مسائل الأمن القومي والاستخبارات والدفاع. ولا تتطلب قرارات اللجنة موافقة مجلس الوزراء. ويرأسها رئيس الوزراء وتشمل عضويتها نائب رئيس الوزراء والنائب العام وأمين الخزانة ووزير الخارجية ووزير الدفاع ووزير الهجرة وحماية الحدود وأمين مجلس الوزراء. ويشمل الحضور أيضًا أمناء كل إدارة من إدارات الخدمة العامة المعنية، بالإضافة إلى رئيس قوة الدفاع والمدير العام للأمن والمديرين العامين لمكتب التقييمات الوطنية وجهاز المخابرات السرية الأسترالي.

### لجنة الأمن القومي التابعة لمجلس الأمن
لجنة الأمن القومي (سابقًا لجنة الأمن القومي للاستخبارات والأمن) هي اللجنة العليا على مستوى المسؤولين بين الإدارات التي تنظر في مسائل الأمن القومي دعماً للجنة الأمن القومي. وهي تنظر في جميع المسائل الرئيسية التي تُعرض على مجلس الأمن القومي ولها دور قوي في ضمان أن تحافظ أستراليا على نهج سياسي منسق بشأن جميع قضايا الأمن القومي. تشمل عضوية SCNS أمناء وزارة رئيس الوزراء ومجلس الوزراء، ووزارة النائب العام، ووزارة الشؤون الخارجية والتجارة، ووزارة الدفاع، ووزارة الخزانة، ورئيس قوة الدفاع الأسترالية، والمدير العام لمكتب التقييمات الوطنية. كبار المسؤولين الآخرين بما في ذلك مفوض الشرطة الفيدرالية الأسترالية، ومفوض قوة الحدود الأسترالية، والرئيس التنفيذي للجنة الاستخبارات الجنائية الأسترالية، والمدير العام للأمن ( منظمة الاستخبارات الأمنية الأسترالية )، والمدير العام لجهاز الاستخبارات السرية الأسترالي، ومديري منظمة الاستخبارات الدفاعية، ومنظمة الاستخبارات الجغرافية الأسترالية، ومديرية الإشارات الأسترالية.

### لجنة تنسيق الاستخبارات الوطنية
تم تشكيل لجنة تنسيق الاستخبارات الوطنية عام 2008 لتوفير التنسيق الاستراتيجي لفعالية وتكامل جهود الاستخبارات الوطنية. ويرأسها نائب وزير الأمن القومي والسياسة الدولية في وزارة رئيس الوزراء ومجلس الوزراء. وتضم لجنة تنسيق الاستخبارات الوطنية رؤساء ONA وASIS وASIO وDIO وASD وAGO وAFP وACIC وABF، بالإضافة إلى نائب وزير السياسة الاستراتيجية والاستخبارات في وزارة الدفاع، ونائب وزير الأمن القومي وإدارة الطوارئ في وزارة المدعي العام، ونائب الوزير المسؤول عن الأمن الدولي في وزارة الشؤون الخارجية والتجارة.
اللجنة الوطنية لإدارة جمع المعلومات الاستخباراتية (NICMC) هي لجنة فرعية تابعة للجنة الوطنية لتنسيق الاستخبارات، وهي مسؤولة عن وضع متطلبات محددة وتقييم جهود جمع المعلومات وفقًا لكل أولوية من أولويات الاستخبارات الوطنية. ويرأسها المدير العام لمكتب التقييمات الوطنية.
اللجنة الوطنية للاستخبارات مفتوحة المصدر (NIOSC) هي لجنة فرعية تابعة للجنة تنسيق الاستخبارات الوطنية، وهي مسؤولة عن تعزيز تنسيق جهود مجتمع الاستخبارات الوطني في مجال المصادر المفتوحة وقدراته. يرأسها المدير العام لمكتب التقييمات الوطنية.

## السياسة

### حكومة رئيس الوزراء ومجلس الوزراء
تُقدّم مجموعة الأمن القومي والسياسة الدولية التابعة لمكتب رئيس الوزراء ومجلس الوزراء، برئاسة نائب وزير الأمن القومي والسياسة الدولية، المشورة بشأن الشؤون الخارجية والتجارية والمعاهدات في أستراليا، والدفاع والاستخبارات ومنع الانتشار ومكافحة الإرهاب وإنفاذ القانون وأمن الحدود وإدارة الطوارئ، وتُنسّق شؤون البحوث العلمية والتكنولوجية المتعلقة بالأمن، وتلعب دورًا قياديًا تنسيقيًا في تطوير سياسة أمنية وطنية متكاملة على مستوى الحكومة. وتتألف مجموعة الأمن القومي والسياسة الدولية من ثلاثة أقسام، يرأس كل منها مساعد أول للوزير، بالإضافة إلى مكتب منسق مكافحة الإرهاب برتبة نائب وزير.
- يقدم القسم الدولي المشورة والتنسيق والقيادة في شؤون أستراليا الخارجية والتجارية والمساعدات والمعاهدات وأولوياتها، بما في ذلك العلاقات الثنائية، والعلاقات مع المنظمات الإقليمية والدولية، ومفاوضات التجارة الحرة، وأولويات الحكومة الشاملة لبرنامج المساعدات الخارجية. ويشمل أيضًا فرع جنوب وجنوب شرق آسيا والأمريكتين والشرق الأوسط، وفرع شمال آسيا وأوروبا والمحيط الهادئ وأفريقيا والتجارة.
- يقدم قسم الأمن الوطني المشورة والتنسيق والقيادة بشأن السياسات الحكومية المتكاملة والأولويات والاستراتيجيات في مجالات العمليات العسكرية، واستراتيجية الدفاع، والأمن الداخلي، وحماية البنية التحتية الحيوية. وينقسم هذا القسم إلى فرع الدفاع ووحدة الأمن الداخلي.

### وزارة الشؤون الداخلية
تأسست وزارة الشؤون الداخلية في 20 ديسمبر 2017 من خلال أمر الترتيبات الإدارية الذي يجمع بين وظائف الأمن الوطني وإنفاذ القانون وإدارة الطوارئ التابعة لحقيبة وزارة النائب العام (بما في ذلك الشرطة الفيدرالية الأسترالية ومركز مكافحة الإرهاب الأسترالي)، وحقيبة وزارة الهجرة وحماية الحدود بالكامل وقوة الحدود الأسترالية، ووظائف أمن النقل التابعة لوزارة البنية التحتية والتنمية الإقليمية، ووظائف مكافحة الإرهاب والأمن السيبراني التابعة لوزارة رئيس الوزراء ومجلس الوزراء، ووظائف الشؤون المتعددة الثقافات التابعة لوزارة الخدمات الاجتماعية. سيتم نقل ASIO إلى الشؤون الداخلية بمجرد إقرار التشريعات التمكينية من قبل البرلمان.
تتضمن وزارة الداخلية الوحدات الإدارية التالية المسؤولة عن الأمن الوطني وسياسة الاستخبارات والتنسيق:
- قسم الاستخبارات
- قسم سياسة الأمن الوطني وإنفاذ القانون
- قسم مكافحة الجرائم الخطيرة والمنظمة عبر الوطنية
- مركز مكافحة التطرف العنيف

#### منسق مكافحة الإرهاب في الكومنولث
يقدم منسق مكافحة الإرهاب في الكومنولث ومركز تنسيق مكافحة الإرهاب داخل وزارة الداخلية (سابقًا داخل وزارة رئيس الوزراء ومجلس الوزراء ) المشورة الاستراتيجية والدعم لوزير الداخلية ورئيس الوزراء بشأن جميع جوانب مكافحة الإرهاب وسياسة مكافحة التطرف العنيف والتنسيق عبر الحكومة.  تم إنشاء المكتب بعد توصيات من مراجعة آلية مكافحة الإرهاب في أستراليا في عام 2015 استجابة لأزمة الرهائن في سيدني عام 2014. كما يعمل منسق مكافحة الإرهاب في الكومنولث كرئيس مشارك أو رئيس للجنة مكافحة الإرهاب الأسترالية والنيوزيلندية ومجلس مكافحة الإرهاب المشترك، مع مركز تنسيق مكافحة الإرهاب الذي يوفر الدعم الإداري لمركز مكافحة الإرهاب الأسترالي ولجنة مكافحة الإرهاب الأسترالية والنيوزيلندية.  إلى جانب نائب منسق مكافحة الإرهاب، يتألف مركز تنسيق مكافحة الإرهاب أيضًا من فرع التنسيق الاستراتيجي لمكافحة الإرهاب، وفرع العمليات والمشاركة المحلية، وفرع القدرة على مكافحة الإرهاب، وفرع سياسة مكافحة الإرهاب بوزارة الداخلية.

#### منسق الأمن السيبراني الوطني
يتولى منسق الأمن السيبراني الوطني وقسم سياسة الأمن السيبراني التابع لوزارة الداخلية (سابقًا وزارة رئيس الوزراء ومجلس الوزراء ) مسؤولية سياسة الأمن السيبراني وتنفيذ استراتيجية الحكومة الأسترالية للأمن السيبراني. كما يضمن منسق الأمن السيبراني الوطني شراكات فعّالة بين حكومات الكومنولث والولايات والأقاليم والقطاع الخاص والمنظمات غير الحكومية ومجتمع البحث والشركاء الدوليين. ويعمل منسق الأمن السيبراني الوطني أيضًا بشكل وثيق مع المركز الأسترالي للأمن السيبراني والسفير الأسترالي لقضايا الأمن السيبراني.
فريق الاستجابة لطوارئ الحاسوب في أستراليا (CERT Australia) هو الفريق الوطني للاستجابة لطوارئ الحاسوب، المسؤول عن استجابات الأمن السيبراني، وتقديم المشورة والدعم في مجال الأمن السيبراني للبنية التحتية الحيوية وغيرها من الأنظمة ذات الأهمية الوطنية. يتعاون فريق الاستجابة لطوارئ الحاسوب في أستراليا بشكل وثيق مع الوكالات الحكومية الأسترالية الأخرى، وفرق الاستجابة لطوارئ الحاسوب الدولية، والقطاع الخاص. كما أنه عنصر أساسي في المركز الأسترالي للأمن السيبراني، حيث يتبادل المعلومات ويتعاون بشكل وثيق مع جهاز الاستخبارات الأمنية الأسترالي، والشرطة الفيدرالية الأسترالية، ومديرية الإشارات الأسترالية، وهيئة استخبارات الدفاع، وهيئة الاستخبارات الجنائية الأسترالية.

#### مركز البنية التحتية الحيوية
يتولى مركز البنية التحتية الحيوية التابع للحكومة الأسترالية (CIC) مسؤولية التنسيق الحكومي الشامل لحماية البنية التحتية الحيوية وتقييم مخاطر الأمن القومي وتقديم المشورة بشأنها. وقد تأسس المركز في 23 يناير 2017، ويجمع الخبرات والكفاءات من مختلف أنحاء الحكومة الأسترالية، ويعمل بالتشاور الوثيق مع حكومات الولايات والأقاليم، والهيئات التنظيمية، والقطاع الخاص. كما يدعم المركز مجلس مراجعة الاستثمار الأجنبي.

#### مركز تنسيق الأزمات
مركز تنسيق الأزمات التابع للحكومة الأسترالية (CCC) هو مركز تنسيق شامل لجميع المخاطر، يعمل على مدار الساعة طوال أيام الأسبوع، ويدعم لجنة الأزمات الحكومية الأسترالية (AGCC) واللجنة الوطنية للأزمات (NCC). يوفر المركز رصد شامل لجميع المخاطر على مستوى الحكومة، ويوعي بالأوضاع في الأحداث المحلية والدولية، وينسق استجابات الحكومة الأسترالية للحوادث المحلية الكبرى. يُدار مركز تنسيق الأزمات من قِبل فرع تنسيق الأزمات التابع لإدارة الطوارئ الأسترالية.

### وزارة الشؤون الخارجية والتجارة
قسم الأمن الدولي هو الجهة المسؤولة عن تنسيق سياسات الأمن الدولي والاستخبارات الخارجية وحوكمة شؤونها، التابعة لوزارة الخارجية والتجارة. وينقسم إلى ثلاثة فروع، يرأس كل منها مساعد وزير:
- يُنسّق فرع مكافحة الإرهاب سياسات وأنشطة مكافحة الإرهاب الدولية. كما يدعم الفرع السفير الأسترالي لمكافحة الإرهاب.

- يتولى السفير الأسترالي للشؤون السيبرانية، برتبة مساعد وزير، مسؤولية قيادة الجهود الدولية للحكومة الأسترالية في مجال الأمن السيبراني والجرائم السيبرانية، ودعم بناء القدرات السيبرانية في منطقة آسيا والمحيط الهادئ، والدفاع عن حريات الإنترنت. سيعمل السفير مع المستشار الخاص لرئيس الوزراء لشؤون الأمن السيبراني لتنفيذ استراتيجية الأمن السيبراني، وسيشجع التعاون بين الحكومة الأسترالية وقطاع الأعمال والأوساط الأكاديمية والمجتمعات المحلية لتحسين الأمن السيبراني.[14]
- يُنسّق فرع ضبط التسلح ومكافحة الانتشار السياسات الدولية المتعلقة بضبط التسلح ونزع السلاح ومنع الانتشار.
- يُقدّم فرع القضايا الاستراتيجية والاستخبارات التحليلات والبحوث والمشورة بشأن القضايا الاستراتيجية والاستخبارات الخارجية وغيرها من شؤون الأمن الدولي. ويضم الفرع قسم سياسات الاستخبارات والاتصال.

## الكيانات الأساسية

### منظمة الاستخبارات الأمنية الأسترالية
منظمة الاستخبارات الأمنية الأسترالية (ASIO) هي جهاز الأمن الوطني الأسترالي، ويتمثل دورها الرئيسي في جمع المعلومات وإنتاجها، مما يُمكّنها من تحذير الحكومة من الأنشطة أو المواقف التي قد تُهدد الأمن الوطني الأسترالي. يُعرّف قانون ASIO "الأمن" بأنه حماية سلامة أراضي أستراليا وحدودها من التهديدات الخطيرة، وحماية أستراليا وشعبها من التجسس والتخريب والعنف بدوافع سياسية، وتشجيع العنف الطائفي، والهجمات على منظومة الدفاع الأسترالية، وأعمال التدخل الأجنبي. تضم ASIO أيضًا مركز مراقبة مكافحة الإرهاب، المسؤول عن تحديد وإدارة أولويات مكافحة الإرهاب، وتحديد الاحتياجات الاستخباراتية، وضمان تناغم عمليات جمع وتوزيع معلومات مكافحة الإرهاب وفعاليتها. كما يُعد المركز الوطني لتقييم التهديدات جزءًا من ASIO، وهو مسؤول عن تحليل التهديدات الإرهابية للمصالح الأسترالية في الخارج، والتهديدات الإرهابية والتهديدات الناجمة عن الاحتجاجات العنيفة في أستراليا.
تُمثّل وحدة الاتصال التجاري Business Liaison Unit (BLU) التابعة لوكالة الاستخبارات الأمنية الأسترالية حلقة وصل بين القطاع الخاص ومجتمع الاستخبارات الأسترالي. وتسعى إلى تزويد مديري الأمن والمخاطر في القطاع بتقارير موثوقة ومدعومة بالمعلومات الاستخباراتية، تُمكّنهم من إطلاع الإدارة التنفيذية والموظفين على المعلومات بشكل موثوق، واستخدام هذه المعرفة في إدارة المخاطر وتخطيط استمراريتها.

#### المركز الوطني لتقييم التهديدات
يُعِدّ المركز الوطني لتقييم التهديدات (NTAC) التابع لوكالة الاستخبارات الأمنية الأسترالية (ASIO) تقييماتٍ لاحتمالية وطبيعتها المحتملة للإرهاب وعنف الاحتجاجات، بما في ذلك ضد أستراليا والأستراليين والمصالح الأسترالية هنا وفي الخارج، والفعاليات الخاصة والمصالح الدولية في أستراليا. تدعم تقييمات التهديدات السلطات القضائية والوكالات في اتخاذ قرارات إدارة المخاطر لتحديد أفضل السبل للاستجابة للتهديد والتخفيف من حدته.

### المنظمة الأسترالية للاستخبارات الجغرافية المكانية
تأسست منظمة الاستخبارات الجغرافية المكانية الأسترالية (AGO) من خلال دمج منظمة التصوير الأسترالية، ومديرية المعلومات الجغرافية العسكرية الاستراتيجية، ووكالة طبوغرافيا الدفاع لتوفير المعلومات الجغرافية المكانية، من الصور وغيرها من المصادر، لدعم قوات الدفاع الأسترالية ومصالح الأمن الوطني.

### مديرية الإشارات الأسترالية

#### منشأة الدفاع المشتركة باين جاب Pine Gap
منشأة الدفاع المشتركة باين جاب هي محطة أرضية مشتركة بين أستراليا والولايات المتحدة للاستخبارات والإشارات العسكرية والأقمار الصناعية خارج أليس سبرينغز، الإقليم الشمالي. رئيس المنشأة هو مسؤول كبير في مجتمع الاستخبارات الأمريكي (عادةً وكالة الاستخبارات المركزية) ويخدم نائب الرئيس في الوقت نفسه كمساعد وزير الاستخبارات الفنية في مديرية الإشارات الأسترالية. كما يوجد أفراد من منظمة الاستخبارات الجغرافية المكانية الأسترالية ومجموعة العلوم والتكنولوجيا الدفاعية ووكالة الاستخبارات المركزية الأمريكية ووكالة الأمن القومي التابعة لها والوكالة الوطنية للاستخبارات الجغرافية المكانية ومكتب الاستطلاع الوطني وقيادة حرب الشبكة البحرية الأمريكية والقوات الجوية الأمريكية الخامسة والعشرون (بما في ذلك سرب الاستخبارات 566 التابع لمجموعة الاستخبارات والمراقبة والاستطلاع 544 ) وقيادة الاستخبارات والأمن في جيش الولايات المتحدة وكتيبة الدعم التشفيري البحري.

### مكتب الاستخبارات الوطنية
يُجري مكتب الاستخبارات الوطنية (ONI) تقييمات شاملة للتطورات السياسية والاستراتيجية والاقتصادية الدولية، بصفته هيئة مستقلة تخضع مباشرةً لرئيس الوزراء، ويُقدم المشورة والتقييمات لكبار الوزراء في لجنة الأمن القومي بمجلس الوزراء، وكبار المسؤولين في الوزارات الحكومية. يعمل المكتب بموجب تشريعاته الخاصة، ويتولى مسؤولية تنسيق/تحليل أولويات وأنشطة الاستخبارات الخارجية الأسترالية والتحقق منها/تقييمها. ويستمد معلوماته من وكالات استخباراتية أخرى، بالإضافة إلى التقارير الدبلوماسية، والمعلومات والتقارير الصادرة عن وكالات حكومية أخرى، والمواد مفتوحة المصدر.

#### مركز المصدر المفتوح
يقوم مركز المصادر المفتوحة (OSC) التابع لمكتب الاستخبارات الوطنية الأسترالية بجمع معلومات المصادر المفتوحة وبحثها وتحليلها دعماً للأمن القومي الأسترالي. وتماشياً مع اختصاص مكتب الاستخبارات الوطنية الأسترالية بموجب قانون ONI، يركز المركز على التطورات الدولية التي تؤثر على المصالح الوطنية الأسترالية. وتُعد الإدارات والوكالات التي تُشكل مجتمع الاستخبارات الوطني الأسترالي من أهم مستهلكيه.

### قوة الحدود الأسترالية
تتولى قوة الحدود الأسترالية (ABF) التابعة لوزارة الداخلية إدارة أمن وسلامة حدود أستراليا. وتتعاون بشكل وثيق مع الوكالات الحكومية والدولية الأخرى لكشف ومنع حركة البضائع والأشخاص غير القانونية عبر الحدود.

## الإشراف

### الرقابة التنفيذية
المفتش العام للاستخبارات والأمن (IGIS) هو المكتب القانوني المستقل في الكومنولث الأسترالي، المسؤول عن مراجعة أنشطة أجهزة الاستخبارات الست التي تُشكل مجتمعةً مجتمع الاستخبارات الأسترالي (AIC). ويتمتع المفتش بصلاحيات التصرف الذاتي، بالإضافة إلى النظر في الشكاوى أو الطلبات المقدمة من الوزراء، مما يجعله عنصرًا أساسيًا في نظام المساءلة لأجهزة الاستخبارات والأمن الأسترالية.

## التشريعات
- قانون أجهزة الاستخبارات لعام 2001
- قانون تعديل أجهزة الاستخبارات لعام 2004
- قانون مراقبة تشريعات الأمن القومي المستقلة لعام 2010
- ميثاق منظمة الاستخبارات الأمنية الأسترالية
- قانون منظمة الاستخبارات الأمنية الأسترالية لعام 1979

## الشراكات الدولية
- اتفاقية المملكة المتحدة والولايات المتحدة الأمريكية
- أنزوس
- لوحة إلكترونيات الاتصالات المشتركة

## روابط خارجية
- IGIS - نظرة عامة على مجتمع الاستخبارات الأسترالي
- ONA - وكالات مجتمع الاستخبارات الأسترالية، الوظائف، المساءلة والرقابة (2006)
- التحديات الأمنية المجلد 3 العدد 4 (11/2007) مجتمع الاستخبارات الأسترالي في عام 2020
- تاريخ مجتمع الاستخبارات الأسترالي (ONA) نسخة محفوظة 1 يونيو 2011 على موقع واي باك مشين.
- تقرير لجنة مراقبة أنشطة الاستخبارات الأسترالية لعام 2004 حول التحقيق في وكالات الاستخبارات الأسترالية
- المراجعة المستقلة لمجتمع الاستخبارات التي أجرتها اللجنة الأسترالية لحقوق الإنسان، أبريل/نيسان 2011
- الجدول الزمني لمكتب التقييمات الوطنية لمجتمع الاستخبارات الأسترالي